# 西涼
西涼（400年—421年）是十六國之一。由汉人李暠所建，因其统治地区为汉武帝刘彘时设置的凉州，所以国名为“凉”，又因位于凉州西部，所以《十六国春秋》中被称为“西凉”。为五个以“凉”为名的国家中最后一个建立的。历尽两代国王共21年。开国之君李暠作为凉州的著姓之后，用人颇有气量。即使是政敌之子也依然被他所重用。而且他重视教育，尊重文化，他统治下的西凉的文治风气为五凉中所独有。405年，为实现他的个人政治理想，西凉迁都酒泉。此后，西凉与北凉之间的冲突开始加剧。因为当时北凉的主要对手是南凉，李暠就与南凉结盟。417年，李暠病逝，谥曰武昭王。末代国王李歆不听进谏，穷兵黩武却又寡谋少智。最终在420年举全国之兵攻打北凉首都张掖时战败被杀。沮渠蒙逊随后一路突进，占领酒泉。最终在第二年，沮渠蒙逊攻入仍由西凉李氏控制的敦煌并屠城。西凉也是河西诸凉国中唯一被另一个凉国灭亡的。

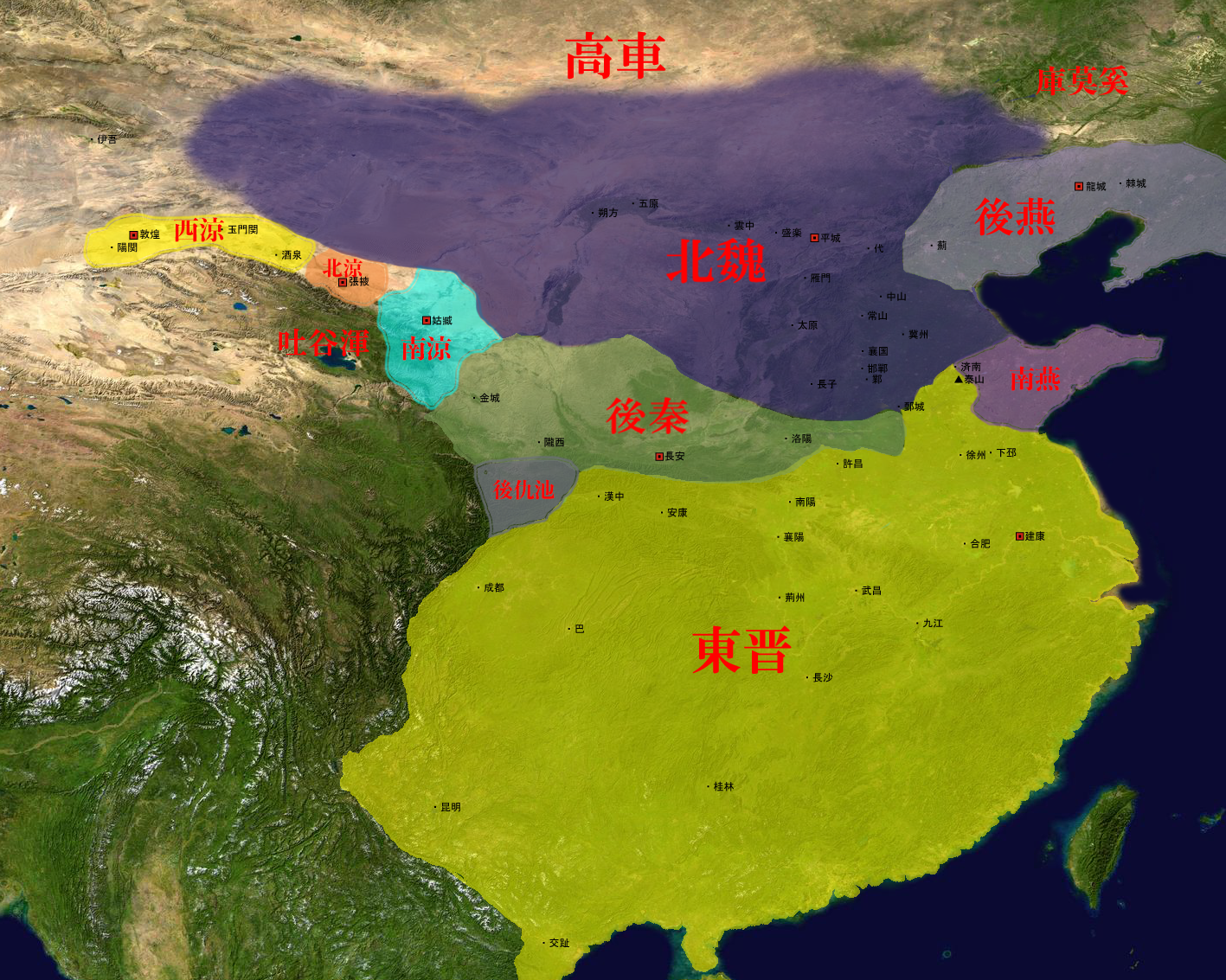
403年时的西凉与其他政权

## 历史

### 立国
西凉开国君主李暠字玄盛，小字长生。祖籍陕西成纪（今甘肃秦安北部），是西汉李广的第十六世孙。他的父亲李雍曾任前凉太子侍讲，但在李暠出生前就去世了。
李暠自小受到良好教育，且勤奋好学，既通读今史，又喜读兵法，对于孙吴的兵法更是烂熟于心。同时，他还热衷于与当时的名士结交，尤其与郭黁、宋繇合得来。三人后来一同参与了反对后凉的战争。
吕光统治末期，后凉政治逐渐混乱，各民族纷纷反凉。龙飞二年（397年），段业自封凉州牧及建康公，拜李暠为效谷令。一年后，因敦煌太守去世，敦煌护军郭谦推举李暠为敦煌太守，李暠本想拒绝，就和宋繇见面商谈。宋繇告诉他过去郭黁的预言，这让李暠决定接受这一使命。
第二年，即399年，段业称凉王，建立北凉。右卫将军索嗣意图取代李暠，于是在段业面前构陷李暠。李暠虽怨恨，但索嗣是本地名门望族，所以他也只能听命于段业。而段业也确实怀疑李暠，于是便同意了索嗣。于是索嗣便带着五百名骑兵从张掖赶往敦煌。在城外二十里的地方时，宋繇和效谷令张邈劝他就此与段业决裂，效仿前凉张轨自立一方。而作为敦煌本地著姓人士的宋繇、张邈的支持使他认识到了敦煌本土势力的态度。于是，他派儿子李歆、李让与张邈、宋繇及司马尹建兴出兵拒战。索嗣兵败逃回张掖后，李暠又给段业上书，列陈索嗣罪状。接着，段业将原属敦煌的凉兴、乌泽、晋昌郡的宜禾三县合并为凉兴郡，并加李暠持节，都督凉兴以西诸军事、镇西将军并领护西夷校尉。西凉的割据局面就此初步形成。
400年年底，北凉晋昌太守唐瑶投奔李暠，并且传檄文于敦煌、酒泉、晋昌、凉兴、建康等郡，推举李暠为大都督、大将军、凉公、领秦、凉二州牧及护羌校尉。李暠也大赦国内，定年号为庚子。西凉正式建立。

### 积蓄国力
西凉建国之初，名义上是一个郡，实际领土仅相当于今敦煌和瓜州两个县而已。因为地狭民稀，国力孱弱，所以李暠甫一上台，就采取积极的扩张战略以累积和北凉对抗的资本。甫一登基不久，他就派宋繇夺取了凉兴及玉门关以西的好几处城池。至此，西凉的领土东起凉兴，西至阳关。此后，他开始在两关之间兴办屯田，为他的东伐政策积蓄实力。而为了培养更多人才，403年到405年间，他还在敦煌开办学校为著姓子弟提供优先受教育的机会。405年，西凉改元建初。李暠为诸子写下《诫子书》，在书中他要求他们处世谦恭谨慎，为政要公正廉明。同年，他开始为“东伐”的进一步实施而迁都酒泉。虽然做这一决定时，只有长史张邈一人赞同，其他人皆持保留态度。

### “东伐”
所谓“东伐”是李暠的基本战略，也是他的个人志向。其主旨是继承前凉，并效法窦融，依托于东晋而保据河西。405年，他派舍人黄始与梁兴间前往东晋首都建康，将自己的政治理想上表给晋安帝。
昔汉运将终，三国鼎峙，钧天之历，数钟皇晋。高祖阐鸿基，景文弘帝业，嗣武受终，要荒率服，六合同风，宇宙齐贯。而惠皇失驭，权臣乱纪，怀湣屯邅，蒙尘于外，悬象上分，九眼下裂，眷言顾之，普天同憾。伏惟中宗元皇帝基天绍命，迁幸江表，荆扬蒙弘覆之矜，五都为荒榛之薮。故太尉、西平武公轨当元康之初，属扰攘之际，受命典方，出抚此州，威略所振，声盖海内。明盛继统，不损前志，长旌所指，仍辟三秦，义立兵强，拓境万里。文桓嗣位，奕叶载德，囊括关西，化被崐裔，遐迩款籓，世修职贡。晋德之远扬，翳此州是赖。大都督、大将军天锡以英挺之姿，承七世之业，志匡时难，克隆先勋，而中年降灾，兵寇侵境，皇威遐邈，同奖弗及，以一方之师抗七州之众，兵孤力屈，社稷以丧。

臣闻历数相推，归余于终，帝王之兴，必有闰位。是以共工乱象于黄农之间，秦项篡窃于周汉之际，皆机不转踵，覆束成凶。自戎狄陵华，已涉百龄，五胡僭袭，期运将杪，四海颙颙，悬心象魏。故师次东关，赵魏莫不企踵；淮南大捷，三方欣然引领。伏惟陛下道协少康，德侔光武，继天统位，志清函夏。至如此州，世笃忠义，臣之群僚以臣高祖东莞太守雍、曾祖北地太守柔荷宠前朝，参忝时务，伯祖龙骧将军、广晋太守、长宁侯卓，亡祖武卫将军、天水太守、安世亭侯弇毗佐凉州，著功秦陇，殊宠之隆，勒于天府，妄臣无庸，辄依窦融故事，迫臣以义，上臣大都督、大将军、凉公、领秦凉二州牧、护羌校尉。臣以为荆楚替贡。齐桓兴召陵之师，诸侯不恭，晋文起城濮之役，用能勋光践土，业隆一匡，九域赖其弘猷，《春为》恕其专命。功冠当时，美垂干祀。况今帝居未复，诸夏昏垫，大禹所经，奄为戎墟，五岳神山，狄污其三，九州名都，夷秽其七，辛有所言，于兹而验。微臣所以叩心绝气，忘寝与食，雕肝焦虑，不遑宁息者也。江凉虽辽，义诚密迩，风云苟通，实如唇齿。臣虽名未结于天台，量未著于海内，然凭赖累祖宠光馀烈，义不细辞，以稽大务，辄顺群议，亡身即事。辕弱任重，惧忝威命。昔在春秋，诸侯宗周，国皆称元，以布时令。今天台邈远，正朔未加，发号旋令，无以纪数。辄年冠建初，以崇国宪。冀杖宠灵，全制一方，使义诚著于所天，玄风扇于九壤，殉命灰身，陨越慷慨。
 — 《晋书》卷87《凉武昭王李暠列传》
西凉迁都之后，沮渠蒙逊也在推进西取战略。而之所以要东伐，就是为了夺取北凉的张掖，因此两国之间开始冲突加剧。只是这时北凉的主要对手还是南凉，所以无暇对付西凉。也因此，西凉与南凉于此时结盟，共同与北凉为敌。并且李暠还远交近攻，对后秦称藩。

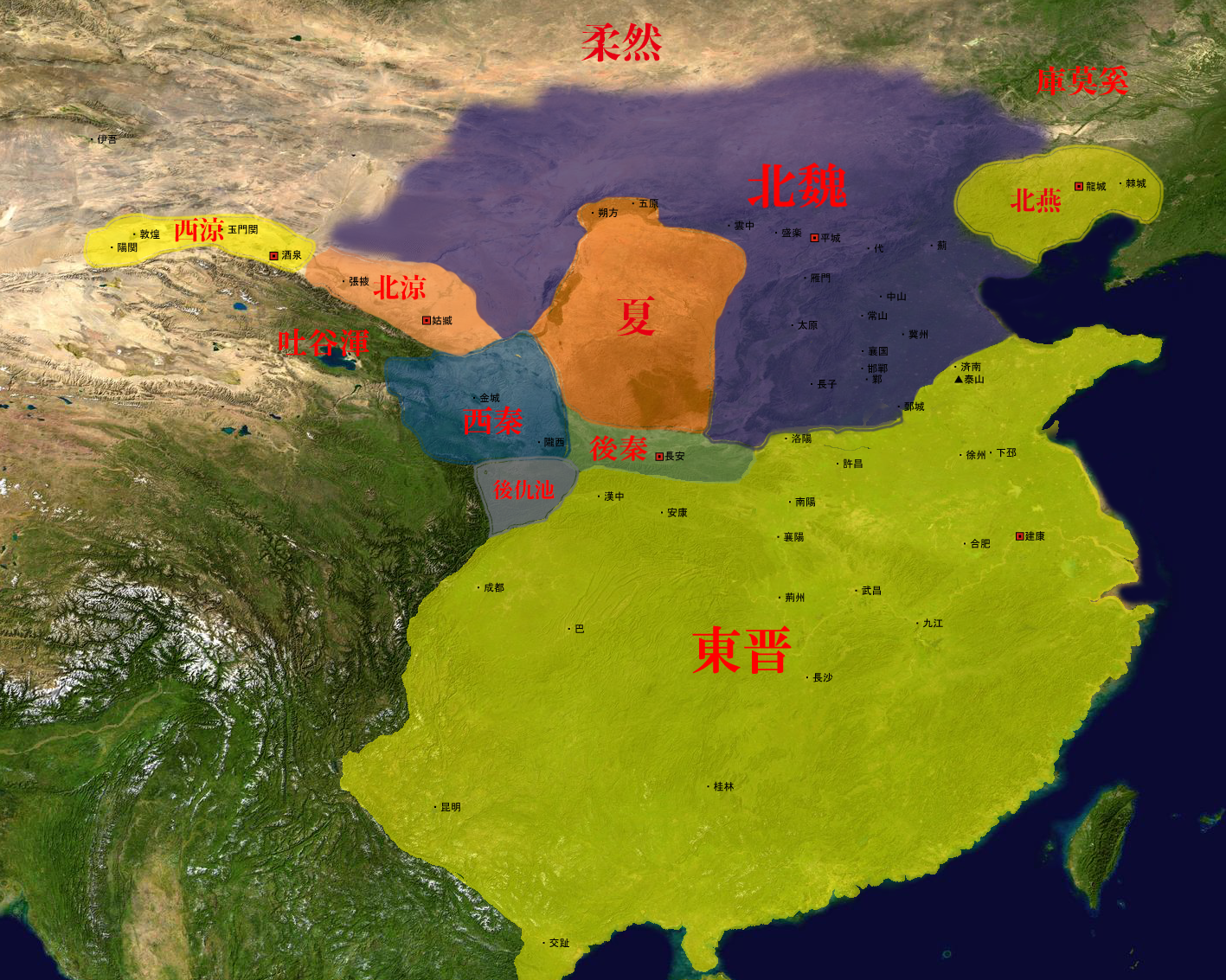
李暠去世前一年时的中国各政权形势

在李暠在位期间，北凉年年都对西凉进行袭扰。406年，北凉从建康掠走百姓三千多户。李暠率骑兵在今酒泉市东部击败北凉，夺回人口。一年后，北凉又进攻酒泉，当李暠了解敌情时，北凉军队离城下仅六十里左右。李暠仓促出战，不敌。于是闭城不战。沮渠蒙逊也没有强攻，而是引兵而返。此后，李暠为防范敦煌以北的鲜卑人和来自南方的羌人的袭扰，开始整顿敦煌的防御。406年，他在敦煌南子亭筑城。413年，又对敦煌的旧有要塞进行整修。

### 抱憾而终
在417年初，李暠于重病中向宋繇托付后事，交以军国大任，并要他辅佐李歆，然后去世。去世前，他还写了《槐树赋》以抒发内心。谥号武昭王，葬在建世陵，庙号太祖。之后李歆嗣位。

### 穷兵黩武
西凉末主李歆，字士业，是李暠的次子。李暠死后，僚臣们将他奉为大都督、大将军、凉公、领凉州牧、护羌校尉。继位后改年号为嘉兴，并大赦天下。
李歆继位之时，南凉已然灭国，北凉的东部威胁已不存在。但李歆却穷兵黩武，频繁劳师动众，大兴土木。417年，他还没有占领张掖，就先任命索仙为征虏将军、张掖太守了。

#### 蓼泉之战
蓼泉位于今祁连山西北部，当时由北凉控制。这次战役中，沮渠蒙逊为让李歆中计，先让时任张掖太守沮渠广宗诈降西凉，引出李歆。李歆派武卫将军温宜去建康接引，自己率大军在后。中途得知蒙逊有三万人的埋伏，于是准备撤回酒泉。蒙逊追赶在后，李歆亲自领兵反击，杀入敌阵。这次战役，西凉杀得蒙逊大败，有七千多名士卒被俘。第二年，蒙逊再次领兵来犯，当李歆又要出战时，左长史张体顺劝阻了他，但酒泉城外的成熟庄稼已被北凉劫掠一空。

#### 好战而亡
嘉兴四年（420年）后，李歆频繁征讨北凉，而沮渠蒙逊同时也对一统河西开始行动。七月，他利用李歆谋取张掖的野心，佯称自己要进攻西秦，实际上在宣言一番过后就把军队带回了张掖。李歆听说之后决定带兵出征。宋繇、张体顺都认为不宜出兵，太后尹氏也反复劝阻，但李歆仍一意孤行并亲率三万步骑出征。当李歆驻军于都渎涧时，蒙逊出兵攻击。双方激战于怀城，李歆被蒙逊击败。群臣都劝他返回酒泉，但李歆执意再战，最终又在蓼泉战败，被蒙逊所杀。然后北凉军队乘胜追击，一路攻进酒泉。迫使西凉王室，同时也是酒泉主要官员的酒泉太守李翻、新城太守李预、羽林右监李密、左将军李眺等人逃往敦煌。而随着北凉继续向敦煌挺进，他们又放弃了敦煌，逃往北山。沮渠蒙逊在接收敦煌后委任索元绪管理敦煌。李恂任敦煌太守时深得士民拥戴和敬重。而索元绪的治理却引起了敦煌民众的极大不满。在这种情况下，敦煌人宋承、张弘暗中送信给在北山的李恂，请他返回敦煌。于是李恂率领数十骑返回敦煌并驱逐了索元绪，迫使他逃亡凉兴。然后在宋、张等人的推举下，李恂称冠军将军、凉州刺史。次年，北涼軍圍敦煌，李恂紧闭城门，坚守不战。但最终因孤立无援无力再战。宋承等人率先开城投降。李恂自杀。北凉为报复而屠城。李歆之子重耳逃往刘宋。蒙逊将李翻之子李宝迁往姑臧（今甘肃武威），但后来他又逃亡伊吾（今新疆哈密），向柔然称臣。直到北魏太平真君元年（440年），他趁北魏攻灭北凉之际，一度恢复先人的基业，同年向北魏投诚，被封为使持节侍中、都督西陲诸军事、护西戎校尉、沙洲牧、敦煌公。该政权被称为后西凉。

## 政治
十六国中，只有前凉和西凉是由汉人官僚所建立的国家。而李暠时期的西凉的政治更具有封建的特点和著姓政治色彩。在他的政府中，要职有一大半是由河陇地区的名门著姓所担任。这样做的目的正如李暠自己所言，为“招怀东夏”，即用汉族上层社会人士的支持来和其他民族建立的诸凉国抗衡。
虽然这些人都在李暠手下任职，但他们的内部也并非铁板一块。因此李暠必须恰当运用策略，事事小心谨慎。如对从曹魏时期就身为显赫的敦煌张氏家族，不能有丝毫冒犯。所以当他一见到前金城太守张显时，就立即将他提拔为酒泉太守。而且李暠用人颇有气量，即使对政敌索嗣的后代，他也依然重用。
李暠重视教育，因为他要让教育也为西凉政治服务。403年，他在敦煌南门外的党河边建立了靖恭堂，在那里上朝，与群臣商讨国事，阅兵，同时也用古时的明君、忠臣、孝子的事迹来教化群臣。404年，他又在敦煌建立了泮宫，收纳五百名来自显赫家族的学生。
李歆继位之后，他频繁讨伐北凉。治理内政又用刑颇严。而西凉国内气候异常，各种灾害不断。在当时，这被视为是“天人感应”的体现。但李歆又用刑颇严，因此臣下也只能婉言相劝。

## 君主
| 廟號 | 諡號   | 姓名 | 統治時間    | 年號                              |
| ---- | ------ | ---- | ----------- | --------------------------------- |
| 太祖 | 武昭王 |      | 400年-417年 | 庚子 400年-404年 建初 405年-417年 |
| 無   | 無     | 李歆 | 417年-420年 | 嘉興 417年-420年                  |
| 無   | 無     | 李恂 | 420年-421年 | 永建 420年-421年                  |

## 世系图
|              |              |              |              |              |              |  |  | 凉武昭王 351-400-417 |  |  |  |  |  |  |  |              |              |              |              |              |              |
|              |              |              |              |              |              |  |  |                      |  |  |  |  |  |  |  |              |              |              |              |              |              |
|              |              |              |              |              |              |  |  |                      |  |  |  |  |  |  |  |              |              |              |              |              |              |
| 李歆 417-420 | 李歆 417-420 | 李歆 417-420 | 李歆 417-420 | 李歆 417-420 | 李歆 417-420 |  |  |                      |  |  |  |  |  |  |  | 李恂 420-421 | 李恂 420-421 | 李恂 420-421 | 李恂 420-421 | 李恂 420-421 | 李恂 420-421 |

## 延伸阅读
- 赵向群著；贾小军修订.《五凉史》.北京：社会科学文献出版社.2019.ISBN：978-7-5201-5216-7